# Scytodes darlingtoni
Scytodes darlingtoni là một loài nhện trong họ Scytodidae.
Loài này thuộc chi Scytodes. Scytodes darlingtoni được miêu tả năm 1977 bởi Alayón.